# در برتشين سفلي
در برتشين سفلي (بالفارسية: درپرچین سفلی) هي قرية تقع في قسم ميلانلو الريفي (مقاطعة إسفراين) في إيران. يقدر عدد سكانها بـ 95 نسمة بحسب إحصاء 2016.